# Manu'a

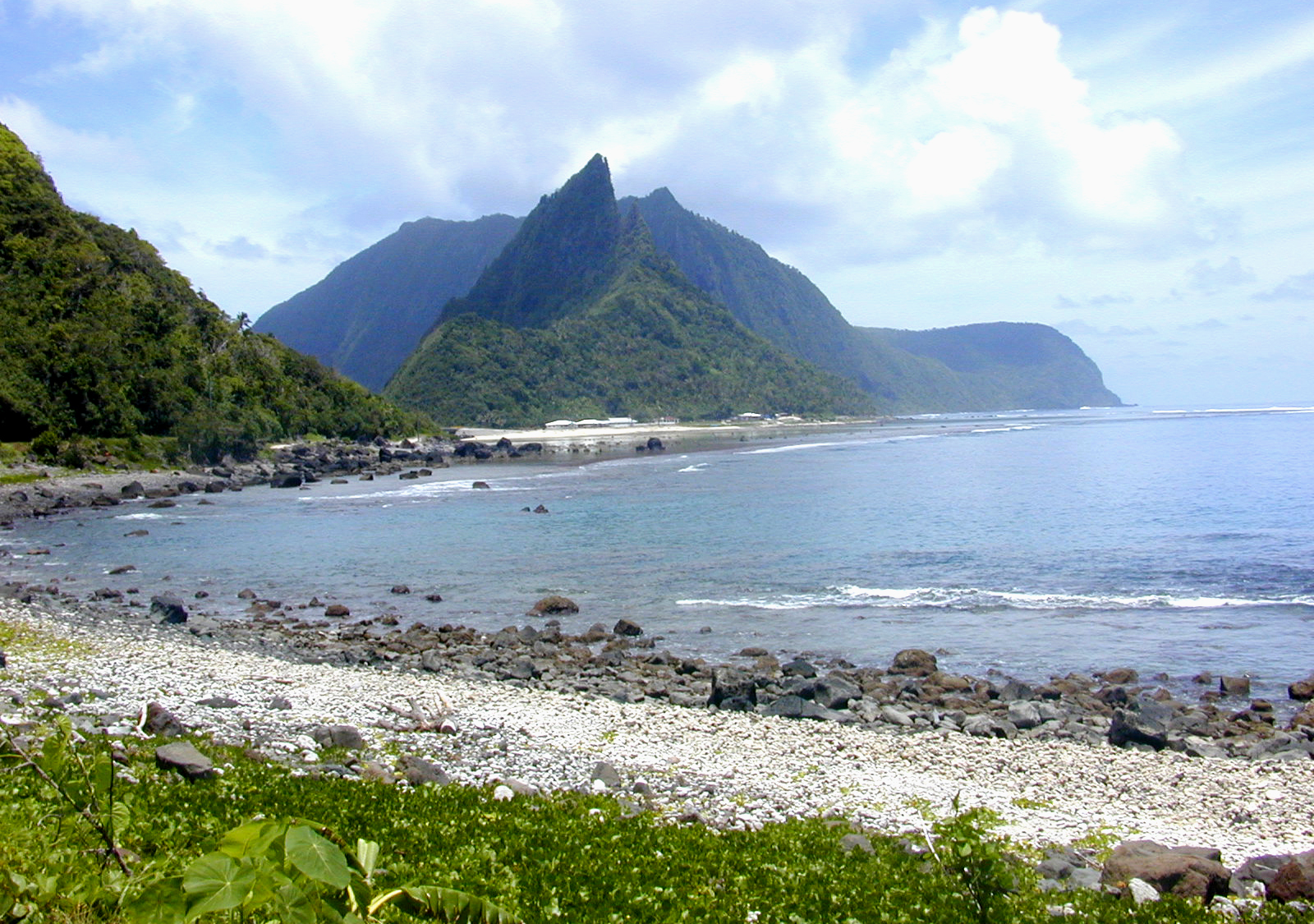
Le isole di Ofu e Olosega viste dal villaggio di Sili lungo la costa settentrionale di Olosega. La punta mediana è Sunu'itao su Ofu, attraverso lo stretto canale tra Asaga e Olosega

Manu'a, o il  gruppo di isole Manu'a (lingua samoana: Manu'a tele), nelle isole Samoa, consiste in tre isole principali: Taʻū, Ofu e Olosega. Le ultime due sono collegate da un ponte sullo stretto a basso fondale, largo 137 m, lo stretto di Asaga.
Le isole si trovano a circa 110 km a est di Tutuila e fanno parte delle Samoa Americane, un territorio non incorporato degli Stati Uniti d'America. La loro superficie si estende per circa 56 km2 con una popolazione di circa 1 400 abitanti.
Taʻu è l'isola maggiore, con i suoi 44 km2, e contiene la punta più alta delle Manu'a, che raggiunge i 931 m s.l.m.
Politicamente, le isole formano il Distretto Manu'a una delle tre suddivisioni delle Samoa Americane.

## Geografia

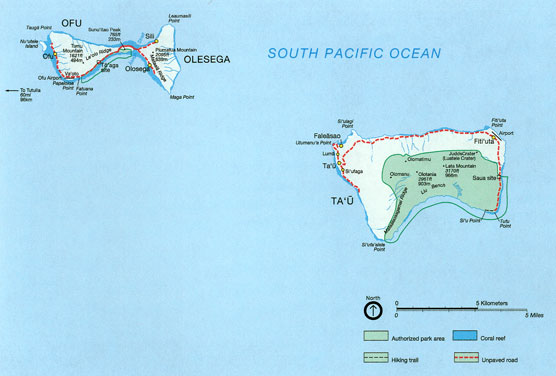
Mappa delle isole Manu'a.

Tutte e tre le isole sono isole vulcaniche: residui vulcanici emergenti dal mare a 14° a sud dell'equatore. Contrariamente a quanto succede nella maggior parte dei paesi del mondo, la popolazione di queste isole è diminuita costantemente per decenni. Negli anni trenta circa il 20% della popolazione delle Samoa Americane viveva sulle isole Manu'a: negli anni ottanta solo il 6% era rimasto. L'emigrazione è la conseguenza dell'assenza di opportunità economiche e il desiderio dei giovani di partecipare allo stile di vita più moderno offerto a Tutuila (Ufficio odel Turismo, 2005). Tutta la terra di Manu'a è proprietà comune delle famiglie samoane di Manu'a, ivi comprese le terre del Parco Nazionale, che sono solo date in affitto all'Ente statunitense dei Parchi nazionali per una durata di 50 anni.

## Storia
La tradizione storica oralmente tramandata dice che Manu'a era un centro che governava un grande impero polinesiano, che comprendeva tutto l'arcipelago delle Samoa più altre isole nei dintorni quali le isole Tonga e le Figi.
La capitale tradizionale delle Manu'a e Taʻu, sull'omonima isola. Le isole Manu'a sono ora parte del protettorato statunitense delle Samoa Americane. Samoa ha connesso i propri interessi agli Stati Uniti d'America in un atto di successione firmato dal Tui Manu'a, capo supremo di Manu'a il 16 luglio 1904 presso la residenza della corona del Tuimanu'a chiamato Faleula, nella località di nome Lalopua (dai documenti ufficiali del governo Tuimanu'a, 1893; Ufficio del Governatore, 2004).
La cessione seguì la Convenzione tripartita del 1899 che separò le isole Samoa orientali (comprese Tutuila e il gruppo Manu'a) da quelle occidentali (comprese 'Upolu e Savai'i).

## Società e cultura

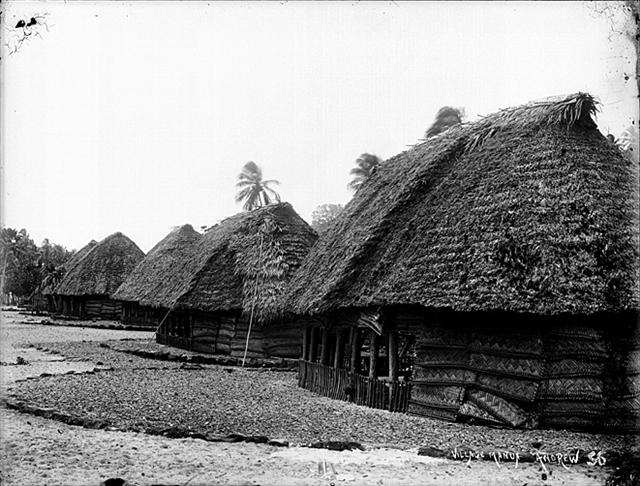
Capanne samoane nel gruppo di isole Manu'a, con tetti di paglia e tende in tessuto, circa 1890 - 1910.

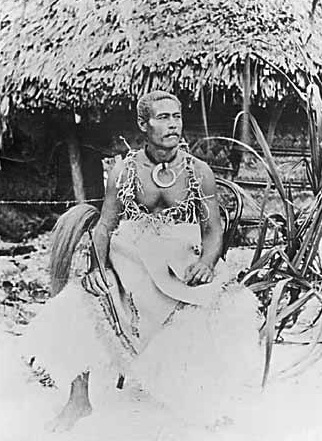
Tuimanu'a Elisara

Si dice che la storia di Manu'a contenga la cultura di Samoa e della Polinesia e che la genealogia dei polinesiani a est di Samoa abbia avuto origine a Manu'a. Nelle credenze locali il sole sorge sopra Samoa, a Saua, nell'isola di Taʻu, ove la barriera corallina si ritiene abbia il colore del sole, e tramonta a  Falealupo, il villaggio più occidentale dell'isola di Savai'i a Saoa. Il percorso del sole è strettamente correlato con le credenze tradizionali e definisce Samoa Sasae e Samoa Sisifo.
Il termine Fa'asamoa descrive The Samoan Way, ovvero il modo di vivere tradizionale samoano.
Il sovrano di Manu'a era chiamato Tui Manu'a.  L'ultimo Tui Manu'a fu Tuimanu'a Elisara (o Tui Manu'a Elisala). Tuimanu'a Elisara morì il 2 luglio 1909. Il titolo di Tui Manu'a tecnicamente esiste ancora, sebbene non ci sia un titolare corrispondente. Tuimanu'a Elisara desiderò che con lui morisse anche il titolo. Fu la posizione del governo statunitense di quel tempo che il titolo fosse mutato in quello di Governatore, dopo che la bandiera statunitense era stata issata a Taʻu il 5 giugno 1900 (Ufficio del Governatore, 2004). In ogni caso titolo e proprietà non furono annullati quando le isole divennero un territorio statunitense, e il titolo e gli immobili di Tuimanu'a rimasero sotto la custodia del clan Anoalo (Lato maschile della linea di Tuimanu'a).
Oggi, molte famiglie di Manu'a contano sulle rimesse dei membri della famiglia che lavorano a Tutuila e negli Stati Uniti. La dieta locale è generalmente più sana di quella di Tutuila, meno legata a cibi in scatola importati dagli Stati Uniti e dalla Nuova Zelanda, e conta più sui prodotti della pesca e dell'agricoltura locale.

## Lingua
A Manu'a si parla la lingua samoana e si usa la lettera "t".

## Istruzione
La scuola media superiore a Taʻu, chiamata Manu'a High School, serve tutto il gruppo di isole di Manu'a. La maggior parte degli studenti che vogliono un'istruzione di tipo universitario frequentano l'American Samoa Community College di Tutuila o l'Università Nazionale di Samoa a 'Upolu, ma vi sono anche studenti che vanno all'Università delle Hawai'i o in altre.